# 行星吞噬者
行星吞噬者（英語：Galactus），又譯加拉圖斯，是一名出現在漫威漫畫中的宇宙神祇，由作家史丹·李和藝術家傑克·科比所創作，首次於《驚奇4超人》第48期中登場，行星吞噬者是上一個宇宙的遺民，以吞食星球維生，為五大神之一，象徵著宇宙三大力量之一的「公平」。
在2009年，IGN將行星吞噬者列為漫畫反派百強排名第5名。

## 人物
在現今的多元宇宙誕生前還有另一個宇宙存在，在這個宇宙中科技最發達的是Taa星，加蘭（Galan）是一名來自Taa星的探險家，他某天發現宇宙正在逐漸崩解，於是他和同伴駕駛太空船逃亡，但終究逃不過跟著宇宙萬物一同回歸的命運，然而，在生命法庭重新引爆宇宙蛋後，加蘭重生並以行星吞噬者的身分降臨世間。
起初行星吞噬者還在當初駕駛的太空船中沉睡，期間被一位名叫Ecce的觀察者發現，預視到在未來行星吞噬者將會對宇宙生物們構成威脅的Ecce陷入是否違反族規將之抹殺的猶豫，掙扎之後決定遵守族約。
行星吞噬者甦醒後變成了純能量生命體，Ecce意識到祂是宇宙自然秩序的一部分，同時也發現行星吞噬者不懂得如何控制自己體內的能量，於是便替祂造了一套裝甲以防止能量流逝，並將太空船改建為孵化室，行星吞噬者在孵化室居住了上萬年後成為現在的狀態。
離開孵化室後行星吞噬者感到無與倫比的飢餓，隨後祂注意到一顆名為Archeopia的星球，然後迅速將其能量吞噬掉，之後祂將Archeopia的殘骸改造為太空船當住所，命名為Taa II，接著祂開始四處尋找無生物居住的星球以供進食。
宇宙大爆炸的能量創造了許多宇宙實體，祂們起初並無自我意識，只是機械式地建設自己的宇宙。然而，在好一段時間後，祂們逐漸有了自我意識，並且開始內戰，這場內戰造成宇宙的動盪，因此引來了行星吞噬者的介入，祂們大多死於行星吞噬者的攻擊，倖存者則被封印，後來的宇宙居民們稱祂們為「開端之神」（Proemial Gods，Aegis和成員Tenebrous）。
後來，行星吞噬者按照自己形象曾創造出Tyrant，卻因Tyrant反叛而分離；為便利尋找無生物居住的星球供給祂的養分，曾僱用第一位使僕Fallen One，但不歡而散。隨著時間過去，行星吞噬者的飢餓感越來越強烈，無生物居住的星球已經無法供給祂足夠的養分，漸漸地祂開始吞食居住著生物的星球，甚至是有智慧型生物的星球，例如Zenn-La星，行星吞噬者在該星遇見了諾林·萊德（Norrin Radd），諾林以自己成為其僕人作為條件換取他星球的平安，於是行星吞噬者授予了他宇宙能量並洗去他的情感及記憶，銀色衝浪手因此誕生。
|  | 「銀色衝浪手，替我尋找食物。」 「主人，這顆名為Zenn-La星的星球能吃。」 「我不會吃那顆星球，因為我跟一位令人尊敬的男人約定過了。」 |

銀色衝浪手來到地球，告知人類行星吞噬者即將降臨，祂授命來通知人類盡速搬離地球，這引起以超級英雄為首的反抗，激戰後雖然擊敗了銀色衝浪手，但面對降臨的行星吞噬者卻毫無還手的餘地，之後在神奇先生以及背叛的銀色衝浪手的努力下找到了宇宙神器「終極抹除者」，其強大的力量迫使行星吞噬者允諾在人類滅亡前絕不對地球出手，臨走前行星吞噬者禁止銀色衝浪手離開地球以作為對他背叛的懲罰。
之後某次行星吞噬者因太久沒有進食而奄奄一息，彌留之際神奇先生帶著雷神索爾的雷神之鎚前來救援，雷神之鎚儲存的強大能量提供了行星吞噬者足夠的能量，行星吞噬者因此感激地稱其為朋友並重申當初的誓言。之後祂收了一名新使者，新星。
神奇先生拯救行星吞噬者的行為使驚奇四超人被宇宙各族審判，於是行星吞噬者與永恆降臨會場，永恆將在場數百萬名圍觀者與宇宙同化，使他們理解行星吞噬者屬於宇宙自然秩序的一環，明白真相後眾人決定將驚奇四超人無罪釋放。
薩諾斯收集了威力強大的無限寶石，其強大的力量瞬間消滅宇宙一半的生命，超級英雄在亞當術士的招集下前去對抗他，但被輕鬆擊敗，許多英雄戰死，但事實上這只是為了引開薩諾斯的注意力，好讓由永恆、行星吞噬者等宇宙諸神所組成的隊伍能突襲他，但儘管如此依然不敵無限寶石的強大力量而被囚禁，所幸薩諾斯用無限寶石創造的造物星雲趁其專注於取代永恆的時候搶走無限寶石，用其復活死於薩諾斯之手的生命並解放宇宙諸神。
行星吞噬者依然繼續在宇宙中覓食，祂吞噬了斯克羅帝國的母星，導致整個帝國分崩離析。此外祂體內的大爆炸能量使宇宙長老相信一旦祂死，體內的大爆炸能量就會竄出並創造一個新的多元宇宙，祂們相信自己將成為那個多元宇宙的行星吞噬者，因此刺殺行星吞噬者，結果失敗。
長期的飢餓削弱了行星吞噬者，並使祂變得痴呆，祂找了新使者紅移來幫祂吞噬一切，之後紅移被銀色衝浪手擊敗，銀色衝浪手決定再次成為行星吞噬者的使者。
銀色衝浪手挑上了史阿帝國的母星，於是史阿帝國與宇宙各族聯手攻擊行星吞噬者，最後再次背叛的銀色衝浪手將行星吞噬者用來把星球轉化成能量的機器反過來對付祂，其他人趁著行星吞噬者被重創之際群起攻之，最後行星吞噬者被殺死，在祂死去前，祂警告說失去祂這威脅的代價是喚醒某個更瘋狂的恐懼。
神符，毀滅的擬人化，永恆的反面，行星吞噬者的宇宙定位其中之一便是作為封印祂的鎖頭，行星吞噬者的死使祂獲得了自由，多元宇宙則獲得「倒數毀滅」，驚奇四超人為了阻止多元宇宙的崩壞而開始尋找終極抹除者，但就在找到的那刻，神符出現並將其奪走，然而神符不知道這是神奇先生的計謀，他事先就派了自己的兒女富蘭克林·理查茲及瓦萊里婭·理查茲前去救活行星吞噬者，兩人耗盡力量終於使行星吞噬者復活，復活後的行星吞噬者藉由跟終極抹除者的心靈連結立刻來到神符身邊，兩人立刻開始搶奪終極抹除者，最後行星吞噬者阻擋神符，好讓神奇先生撿起終極抹除者擊殺神符，多元宇宙因此恢復平衡。
殲滅者釋放了被行星吞噬者封印的「開端之神」，祂們立刻去找行星吞噬者復仇，使祂元氣大傷，殲滅者的盟友薩諾斯趁虛而入擊敗祂，並將祂囚禁以作為一顆強力炸彈的電池，之後在銀色衝浪手等人的努力下被救出，盛怒的行星吞噬者朝四面八方釋放能量波，導致三個太陽系毀滅及一名觀察者汽化，進而使殲滅者戰敗。
行星吞噬者對那些被釋放的「開端之神」感到憂心，於是吩咐銀色衝浪手盡快找到祂們，之後銀色衝浪手將祂們引誘到摧毀一切的宇宙邊境，使得行星吞噬者不費吹灰之力地消滅他們。
行星吞噬者有一個女兒，名叫伽娜塔，伽娜塔居住於地球，暗中守護地球的安全，伽娜塔跟她的父親一樣，長期被飢餓所苦，但伽娜塔堅持不願變成像父親那樣為了食欲而喪失情感的怪物，她檢查身體的時候發現體內有一隻奇特的寄生蟲，認定那就是自己飢餓主因的伽娜塔跑到Taa II 尋找終極抹除者，雖然一旦失手會連同自己一起抹除，但伽娜塔認為這也正好了卻自己不要變成像父親那樣的心願，但就在下手前一刻行星吞噬者回歸，令伽娜塔大為訝異的是，她一直認為毫無感情的父親卻溫柔得將她捧起，並給予她自己的那份能量，接著行星吞噬者告訴她，其實在她體內的並不是寄生蟲，當初自己的體內也有那種"寄生蟲"，而在長久吸收宇宙能量後，那隻"寄生蟲"就成為了伽娜塔，也就是說，伽娜塔懷孕了。
之後行星吞噬者前往阿斯嘉尋找世界樹的種子，因為祂相信那能減緩祂的飢餓，但奧丁拒絕，因為他認為行星吞噬者是擔心種子成熟後會成為對他的威脅，雙方展開戰鬥，最後行星吞噬者被頭槌撞暈，於是銀色衝浪手進入阿斯嘉尋找種子，但受到阻撓，行星吞噬者醒來後開始攻擊阿斯嘉以尋找種子，直到洛基將種子藏起來，使得行星吞噬者離開阿斯嘉，之後祂得知種子位於某個失去奧丁的世界樹中，尋找它的難度好比時空海撈針。
大事件奧創紀元的結尾，金鋼狼為了拯救世界而進行時空跳躍，結果成了壓垮時間連續性的最後一根稻草，其所造成的衝擊導致行星吞噬者被傳送至編號Earth-1610的平行宇宙。
該宇宙的行星吞噬者是一支機械蟲族，行星吞噬者與它們融合後變的更加強大，交戰中的齊塔瑞帝國及克里帝國轉而攻擊祂，但行星吞噬者一個隨意的反擊就殺死了驚奇隊長，該宇宙的新星繼承驚奇隊長之名及裝甲，隨後啟動裝甲內的秘密武器對行星吞噬者發動猛攻，起初他以為成功殺死了行星吞噬者，但事實上行星吞噬者直接前往了地球；在地球上，行星吞噬者開始了吞噬，許多英雄前去攻擊祂，但都未能造成有效打擊，最後行星吞噬者用來將星球轉化成能量的機器被巨大化的幻影貓破壞，同時雷神索爾全力一擊將行星吞噬者推入通往反物質空間的傳送門，他們認為既然反物質空間沒有任何生命，那麼行星吞噬者應該會餓死。

## 能力
行星吞噬者擁有相當於甚至超越一場宇宙大爆炸的能量，足以摧毀星系，這股能量被稱為「宇宙能量」。祂雖然擁有如此強大的力量，但由於其實力與飽足感成正比，因此祂經常會輸給一些實力明顯不如祂的人，例如薩諾斯或奧丁。以下是祂曾經展現過的能力：
- 隨觀察對象改變外觀：行星吞噬者的外觀會隨著觀察對象改變，例如在人類眼中為穿著裝甲的巨人，在阿米巴原蟲眼中則是巨大的阿米巴原蟲。因此其真面目至今仍是未知的。
- 驚人的忍耐力：行星吞噬者長期在忍受超乎生物想像的飢餓感。祂在穿越到Earth-1610後被該宇宙的銀色衝浪手讀心，儘管只是短暫的讀取，銀色衝浪手依然對這股肌餓感到強烈的痛苦，並對行星吞噬者竟然能長時間忍受感到不可置信。
- 能量釋放：行星吞噬者能夠將吞噬的能量當作攻擊釋放出去。
- 改變大小：能夠隨意改變自己的大小及質量。
- 操縱分子：行星吞噬者可以操縱、重塑和重新排列任何生物或非生物的分子，以改變他們的狀態或讓他們變成另外一種東西。
- 控制物體：可以控制宇宙中所有有形無形的物體的狀態，如空氣、光或水。
- 創造生命：可以憑空創造生命。
- 復活生命：可以復活死去的生命。
- 製造蟲洞：可以開啟各種尺寸的蟲洞。
- 宇宙意識：可以感應到宇宙內的干擾或改變。
- 心靈感應：可以感知大範圍內所有生物的思想。
- 心靈控制：可以操縱大範圍內所有生物的思想，也能修改他們的記憶。
- 授予力量：可以給予他人自己一小部分的力量，被授予者將獲得強大的神力並成為行星吞噬者的使者，例如銀色衝浪手。
- 不朽：行星吞噬者不會老化，也沒有壽命限制。
- 不死：不死的防禦力
- 隔空取物
- 時空穿梭
- 防護罩
- 傳送
- 飛行
- 隱形

## 使者
- 暴君（英语：Tyrant (Marvel Comics)）[2]：（已逝世）[3]
- 墮落者（英语：Fallen One）[4]：（已逝世）[5]
- 銀色衝浪手：（持續的盟友）[6]
- 空行者（英语：Air-Walker）[7]：（已逝世）[8]
- 火焰領主（英语：Firelord (comics)）[9]：（已釋放）[10]
- 毀滅者[10]：（已釋放）[11]
- 暴君使者（英语：Terrax the Tamer）[12]：（能力被削弱）[13]
- 新星（英语：Nova (Frankie Raye)）[13]：（已釋放）[14]
- 摩爾格（英语：Morg）[15]：（已逝世）[8]
- 紅移（英语：Red Shift (comics)）[16]：（已逝世）[17]
- 霹靂火[18]：（已釋放）[19]
- 星塵（英语：Stardust (Marvel Comics)）[20][21]
- 普瑞特（英语：Praeter (comics)）[22]
- 反物質人 (Anti-Man)[23]：（已逝世）[24]

## 其他版本

### 1610號宇宙
加·拉·圖斯（英語：Gah Lak Tus）

與加·拉·圖斯融合的行星吞噬者。

一種外星機械蟲族，會偵測並啃食能量源，主要食物為星球，曾入侵該宇宙的地球，該宇宙的神奇先生為了對抗牠們而開啟傳送門通往一個即將引爆的宇宙蛋，利用宇宙大爆炸的力量消滅牠們三分之一的族人，牠們因此感到畏懼而離開地球。

### 8436號宇宙
距今數千萬年後的一個可能的未來，該宇宙中的Ecce對於自己沒能預防行星吞噬者所造成的災害感到懊悔，於是便將無數顆行星組成一個巨大的網，網的中心連結著他的太空船，太空船的核心為一顆黑洞，想要以此阻止行星吞噬者繼續摧毀行星，於是雙方展開激鬥，最後行星吞噬者獲勝，但兩人的戰爭耗盡了宇宙的能量，熵佔據了一切，宇宙不會再崩解，也不會再有大爆炸，此時行星吞噬者明白了自己的使命，祂脫下裝甲，釋放了體內的大爆炸能量，創造了一個新的宇宙，新星倖存於這場大爆炸，成為了新一代的行星吞噬者。

## 其他媒體

### 電視
- 《驚奇4超人（英语：Fantastic Four (1967 TV series)）》（1967年動畫）：由泰德·卡西迪（英语：Ted Cassidy）配音。
- 《驚奇4超人（英语：Fantastic Four (1994 TV series)）》（1994年動畫）：由托尼·傑（英语：Tony Jay）配音。
- 《銀色衝浪手（英语：Silver Surfer (TV series)）》：由詹姆斯·布倫迪克（英语：James Blendick）配音。
- 《Q版大英雄》：由喬治·武井配音。
- 《浩克與狂砸特工隊（英语：Hulk and the Agents of S.M.A.S.H.）》：由約翰·迪·馬吉歐配音[25]。
- 《復仇者聯盟：史上最強英雄戰隊》
- 《復仇者聯盟：正義出擊（英语：Avengers Assemble (TV series)）》

### 電影
- 《驚奇4超人：銀色衝浪手現身》（2007年）
- 漫威電影宇宙：由拉爾夫·尹愛森飾演[26]。
  - 《驚奇4超人：第一步》（2025年）

### 遊戲
- 《銀色衝浪手（英语：Silver Surfer (video game)）》
- 《Marvel：終極聯盟（英语：Marvel: Ultimate Alliance）》：由格雷格·貝加（英语：Gregg Berger）配音。
- 《小小大星球系列》
- 《蜘蛛人：黯黑之網（英语：Spider-Man: Web of Shadows）》
- 《Q版超級英雄大戰（英语：Marvel Super Hero Squad (video game)）》
- 《Q版超級英雄大戰：極限挑戰（英语：Marvel Super Hero Squad: The Infinity Gauntlet）》
- 《Marvel vs. Capcom 3：兩個世界的命運（英语：Marvel vs. Capcom 3: Fate of Two Worlds）》擔任最終頭目[27][28]。
- 《驚奇4超人（英语：Pinball FX 2）》[29]
- 《乐高漫威超级英雄》：由約翰·迪·馬吉歐配音[30][31]。
- 《漫威：未來之戰》：手機遊戲，行星吞噬者是玩家非可玩角色，為『巨大頭目討伐』模式的敵人。

## 外部連結
- Galactus （页面存档备份，存于） 漫畫書數據庫
- Galactus （页面存档备份，存于） 超級英雄數據庫
- Marvel Comics Database: Galactus （页面存档备份，存于）